# مصطفینو (شهرستان استرلیباشفسکی، باشقیرستان)
مصطفینو (انگلیسی: Mustafino, Sterlibashevsky District, Republic of Bashkortostan) یک شهرک در شهرستان استرلیباشفسکی استان باشقیرستان کشور روسیه است.